# 岸田家
岸田家（きしだけ）は、愛知県小牧市小牧四丁目827にある町屋。小牧市指定有形民俗文化財。屋根神を有している。

## 歴史

### 岸田家の歴史
かつて岸田家は岡島姓を名乗っていた。江戸時代後期の天保年間、岸田七右衛門不磷が東春日井郡小牧村（現在の愛知県小牧市）で代々庄屋を務めていた江崎家の養嗣子となり、以後は岸田家が幕末まで小牧村の庄屋を務めた。その後、江崎七右衛門は天保川開削などの事業も手掛けている。弘化3年（1846年）には家相図が作られ、安政3年（1856年）には再度家相図が作られた。明治維新後の岸田家は竿秤などの販売も行っていた。現在の岸田家当主は岸田宗喜である。

### 岸田家主屋
正確な建築年は不明だが、19世紀初頭頃に岸田家主屋が建てられ、天保年間（1830年～1843年）に改装・増築を行っている。明治時代初期には再び改装されたが、1891年（明治24年）10月28日に起こった濃尾地震で被害を受けた。
1988年（昭和63年）3月23日、小牧市有形民俗文化財に指定された。2000年度（平成12年度）から2001年度（平成13年度）にかけて、小牧市の指定文化財修理費補助金対象事業で町屋が修復・復元された。

## 建築

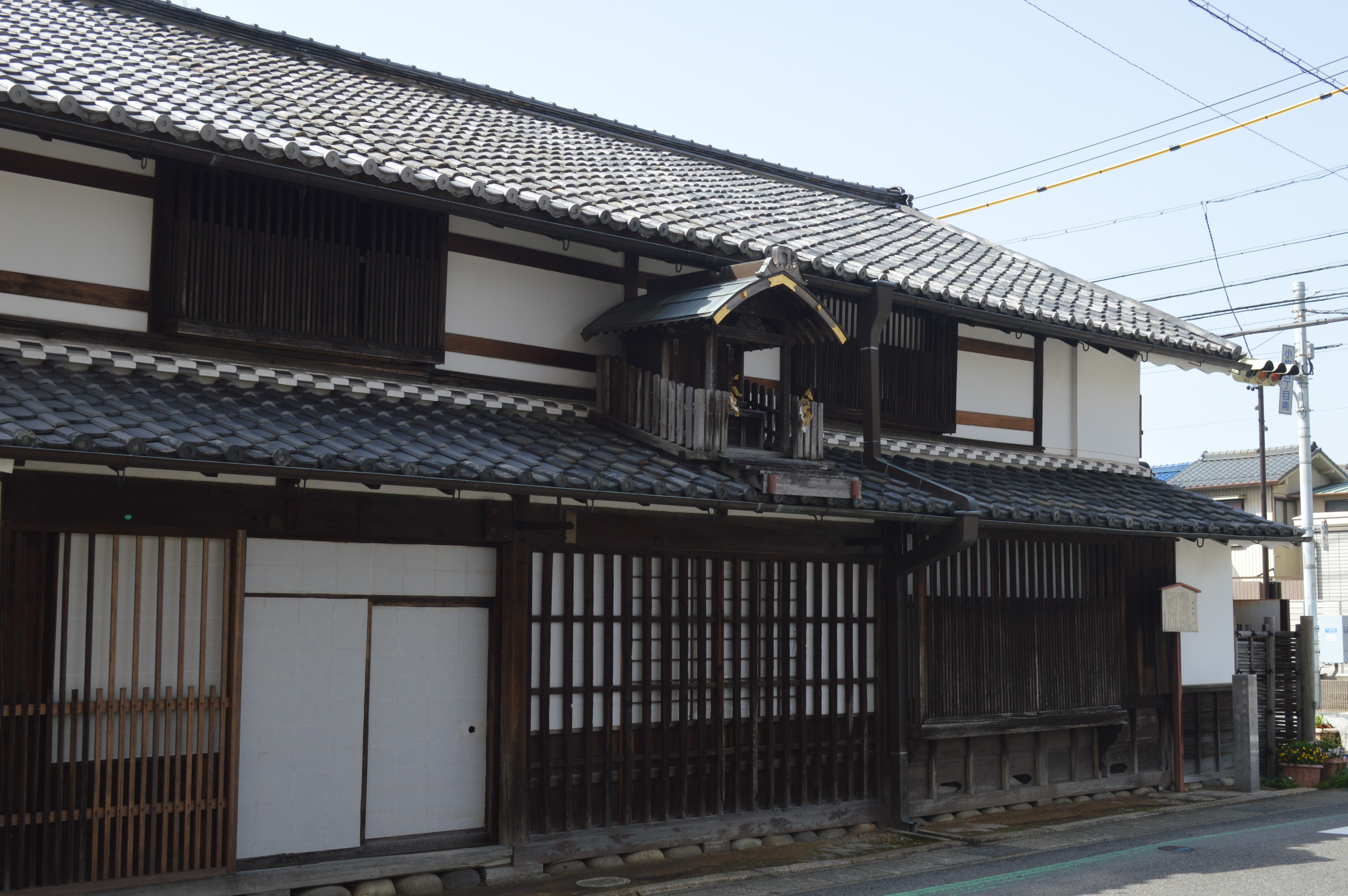
屋根神

岸田家の町屋は19世紀初頭に建てられたとされている。当時は母屋として利用されていたほか、小牧宿の脇本陣の役割も果たしていた。またすぐ隣（西側）にはかつて小牧御殿や代官所があり、現在も目の前を走る道路はかつての旧・上街道である。
現在残る建物は、2000年度（平成12年度）と2001年度（平成13年度）の小牧市の指定文化財修理費補助金対象事業で江戸時代後期の姿に修復・復元されたものである。1988年（昭和63年）3月23日、小牧市の有形民俗文化財に指定された。
岸田家には現在も居住者がおり、見学の際には事前予約する必要がある。かつては母屋のほかに別の建物や土蔵もあったが、現在は母屋のみである。

## ポケットパーク

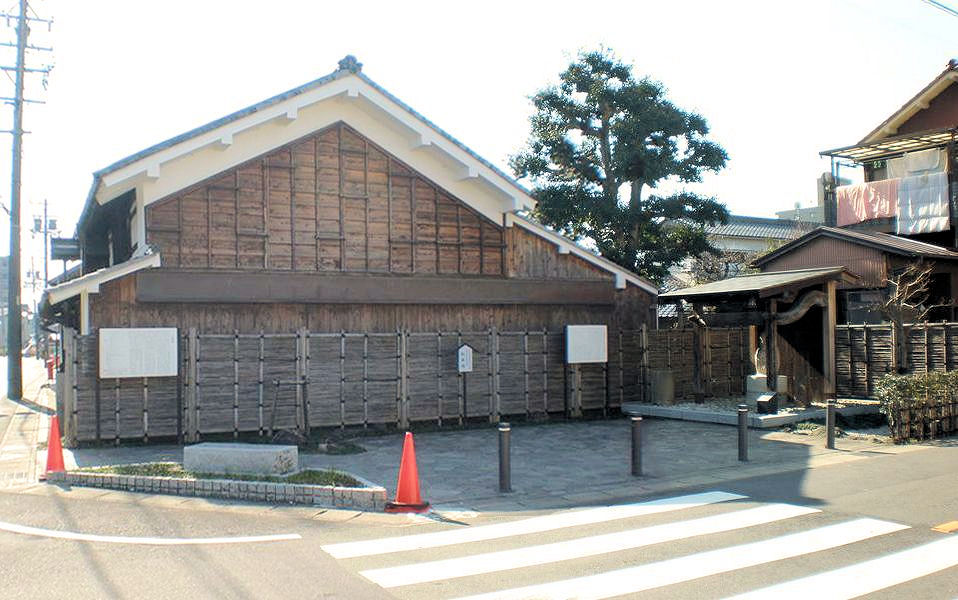
岸田家町屋の側面とポケットパーク

岸田家町屋北側にはポケットパークが整備されており、小牧宿・小牧御殿・代官所などの解説板が設置されている。2台分の駐車場がある。

## 基礎情報
所在地
- 485-0041：愛知県小牧市小牧4丁目827

交通アクセス
- 名鉄小牧線 小牧駅から徒歩で約12分。

## 関連文献
- 小牧市指定有形民俗文化財「岸田家」保存計画策定委員会『「岸田家」住宅修理報告書 小牧市指定有形民俗文化財』小牧市教育委員会、2003年